# Гейз (гора)
Гейз (англ. Mount Hayes) — гора в Північній Америці, висотою — 4216 метрів. Лежить у південно-східній частині штату Аляска, у Сполучених Штатах Америки.

## Географія
Гора лежить у східній частині Аляскинського хребта, на території Саутист-Фербанкс, за 890 км на північний захід від столиці штату Аляска — Джуно, за 315 км на північний схід від найбільшого міста штату — Анкоридж, та за 225 км на схід — північний схід від найвищої гори США і Північної Америки — Деналі (6191 м).
Абсолютна висота гори 4216 м над рівнем моря. Відносна висота — 3501 м. За цим показником вона посідає 10-те місце в Північній Америці та 51-ше у світі. Топографічна ізоляція вершини відносно найближчої вищої гори, вулкана Санфорд (4949 м), що на південному сході Аляски, становить 202 км.

## Історія підкорення
Гору Гейз уперше офіційно підкорила 1941 року група альпіністів: Бредфорд Вошбурн, Барбара Вошбурн, Бенджамін Ферріс, Стерлінг Гендрікс, Генрі Голл та Вільям Шанд. Класичний маршрут підйому на вершину — «Східний гребінь» (Аляска гребінь, класу 2+). На гору підйоми виконуються не часто, через її віддаленість і суворий клімат місцевості, що утруднює доступ до неї.